# Grenadier Wordelmann
Grenadier Wordelmann ist eine vom Fernsehen der DDR produzierte Romanverfilmung nach dem gleichnamigen Werk von Georg Hermann des Regisseurs Hans-Joachim Hildebrandt aus dem Jahr 1980. Die Hauptrollen sind mit Herbert Köfer und Peter Reusse besetzt.

## Handlung
Die Handlung spielt 1780 im brandenburgischen Wust. Der Bauer Schmitzdorff hatte im Siebenjährigen Krieg als Grenadier gedient und als er wieder zurückkehrte, nahm er sich eine Frau, die bereits drei Töchter hatte. Nachdem seine Frau verstorben ist, möchte er seine Stieftochter Sophie heiraten und da der Ortspfarrer dies verweigert hat, will er den König von Potsdam persönlich um Erlaubnis bitten. Froh gestimmt macht er sich auf den Weg, findet aber keine Möglichkeit ins Schloss vorgelassen zu werden und erfährt dann, dass der König auch gar nicht da wäre. So kehrt er im Wirtshaus „Zur Patronentasche“ ein, wo des Königs Grenadiere ihre Freizeit verbringen. Denen erzählt er seine Geschichte und je mehr Bier und Wein er trinkt, desto wehmütiger wird ihm ums Herz. Er liebt Sophie und verzweifelt fast daran, sie nicht heiraten zu dürfen. Grenadier Wordelmann, Leibgrenadier von Friedrich II., sieht darin seine Chance, dem Kossät sein Geld aus der Tasche zu ziehen. Er verspricht Schmitzdorff, sich für ein Honorar von 10 Talern beim König für ihn einzusetzen.
Schmitzdorff kehrt in sein Dorf zurück und hofft, dass er sich auf die Grenadiere verlassen kann. Sophie, die bei ihrer Schwester wohnt, schleicht sich des Nachts heimlich zu ihrem Stiefvater und lässt sich von ihm berichten.
Tage später will Schmitzdorff wissen, ob Grenadier Wordelmann schon etwas erreicht hat. Als er von Wordelmann jedoch vertröstet werden soll, wird er ungeduldig. Trotzdem lässt er es sich drei weitere Taler kosten, damit Wordelmann endlich tätig werden kann. Der denkt jedoch gar nicht daran, die Heiratserlaubnis einzuholen, sondern vertrinkt das ihm anvertraute Geld. Um Schmitzdorff zufriedenzustellen, hat er aber einen Plan. Er will die Heirat einfach hier in Potsdam mit dem Garnisonsprediger ausrichten. Schmitzdorff reist also samt Braut Sophie zu dem Lokal „Zur Patronentasche“, das inzwischen als provisorische Kirche hergerichtet wurde. Schmitzdorff ahnt jedoch nicht, dass weder der Prediger noch die Zeremonie echt ist. Er wundert sich nur, dass ihm noch kein Trauschein ausgestellt wurde. Trotzdem zahlt er gern für die schöne Hochzeitsfeier im Wirtshaus mit den Grenadieren.
Grenadier Wordelmann muss sich schon bald vor seinem Hauptmann verantworten, der von dessen Eskapaden erfahren hatte. Er kommandiert ihn zur Bedienung für die Offiziere ab, was Wordelmann aber eher als Beförderung ansieht und nicht als eine Bestrafung. Auch Schmitzdorff hat Grund zur Freude, denn er erhält mit der Post seinen Trauschein. Zumindest das, was er dafür hält, denn echt ist der so wenig wie seine Eheschließung. Der Schwindel fliegt auf, als sich der Dorfschulze den Trauschein zeigen lässt. Er gibt Schmitzdorff den guten Rat, die Leute zu melden, die ihn offensichtlich betrogen haben, ansonsten wird man es ihm ankreiden. Doch als ehemaliger Soldat will er keinen Kameraden anzeigen. So bleibt dem Schulzen nichts anderes übrig als Schmitzdorff bei der Obrigkeit vorzuführen.
Nach viermonatiger Haft wird Schmitzdorff zu drei Jahren Kerker verurteilt und Sophie musste für drei Monate ins Spinnhaus. Zudem wurde Schmitzdorffs Hab und Gut verkauft, um die Gerichtsgebühren davon zu bezahlen. Als dies unter den Grenadieren in Potsdam bekannt wird, muss Wordelmann erkennen, was er angerichtet hat. Für seinen Spaß hat er das Leben eines Mannes ruiniert. Er besucht ihn im Kerker, um sich zu entschuldigen und hört mit Staunen, dass Schmitzdorff ihm nichts übel nimmt. Am Ende muss sich auch Wordelmann für den Missbrauch des königlichen Namens, der Kirche und der preußischen Gesetze verantworten, doch fallen die militärischen Strafen bei Weitem nicht so dramatisch aus, wie die Strafe gegen Schmitzdorff.

## Produktion
Der Film erlebte am 2. November 1980 im 1. Programm des Fernsehens der DDR seine Erstausstrahlung.

## Kritik
Der Tagesspiegel urteilte 1980: „Der ebenso heitere wie tiefsinnge Fernsehfilm nach dem gleichnamigen Roman von Georg Hermann ist eine Komödie, die sich zur Tragödie wandelt, (…) glaubhaft und anrührend in Szene gesetzt, wobei es besondere Freude bereitete, den vielbeschäftigen Herbert Köfer mal wieder in einer ernstzunehmenden Rolle zu sehen: er ist tatsächlich ein großartiger Schauspieler“.